# Anopinella araguana
Anopinella araguana là một loài bướm đêm thuộc họ Tortricidae. Loài này có ở Venezuela.
Chiều dài cánh trước là 7–9 mm.